# Điều tuyệt nhất của chúng ta
Điều tuyệt nhất của chúng ta (tiếng Trung: 最好的我们, tiếng Anh: With you, tên khác ở Việt Nam là Tuổi thanh xuân bên nhau) là một bộ phim học đường Trung Quốc, sản xuất năm 2016, được chuyển thể từ tiểu thuyết cùng tên nằm trong bộ Chấn Hoa cao trung tam bộ khúc (tiếng Trung: 振华高中三部曲) của Bát Nguyệt Trường An. Phim được chiếu trên Internet từ ngày 8 tháng 4 năm 2016.

## Sơ lược nội dung[2]
Cảnh Cảnh thi được vào trường Trung học Chấn Hoa một cách bất ngờ, vô tình quen biết với Dư Hoài. Trong thời gian huấn luyện quân sự, Cảnh Cảnh quen biết được những chị em tốt Giản Đơn và Tưởng Niên Niên (β), sau đó lại trở thành bạn cùng bàn với Dư Hoài.
Cuộc sống sau khi vào Chấn Hoa quá bất ngờ với Cảnh Cảnh, kết quả kiểm tra không cao chút nào, lên lớp nghe giảng cũng không hiểu, về đến nhà thì lại buồn vì chuyện của cha mẹ. Thế nhưng, ngồi cùng bàn với Dư Hoài và có những người bạn tốt đi cùng khiến cuộc sống trung học của Cảnh Cảnh không còn cô đơn nữa. Ngồi cùng bàn ba năm, Cảnh Cảnh và Dư Hoài dần trưởng thành, họ mang theo những ngốc nghếch, ngây thơ của thời học sinh để chia tay tuổi trẻ.
Sau khi thi tốt nghiệp trung học, người con trai đặc biệt nhất trong lòng Cảnh Cảnh cũng biến mất. Sau nhiều năm từ biệt, lúc gặp lại, Cảnh Cảnh lại nhớ về những ước định năm đó. Nhớ mãi không quên, Dư Hoài, Lộ Tinh Hà cùng tình yêu thời học trò năm nào của mình...
Ngoài tình cảm bạn bè thầy cô, phim còn khắc họa lại cuộc sống của người dân Trung Quốc những năm đầu thiên niên kỷ, khi mạng Internet chưa thực sự phổ thông. Bộ phim còn là câu chuyện kể về những đứa trẻ với hoàn cảnh khác nhau, là cô bé Cảnh Cảnh ở với bố sau khi bố mẹ ly hôn, là Lộ Tinh Hà đam mê vẽ nhưng lại bị ép phải học những môn tự nhiên hay Dư Hoài vì gia đình mà lỡ chuyện học tập.

## Nhân vật[3][4][5][6][7]
| Diễn viên        | Nhân vật |
| ---------------- | --- |
| Lưu Hạo Nhiên    | Dư Hoài Một nam sinh cởi mở, hiền lành, học rất giỏi môn Vật lý. Bề ngoài có chút tùy tiện và có phần hơi yêu bản thân, thế nhưng hết sức giúp đỡ bạn cùng bàn Cảnh Cảnh. Thích chơi bóng rổ và làm cán bộ thể dục của lớp.                                                                      |
| Đàm Tùng Vận     | Cảnh Cảnh Vốn là một học sinh có thành tích bình thường, rất lạc quan, quan tâm tới mọi người. Thích nhiếp ảnh và luôn mang theo máy ảnh bên mình. Đỗ vào trường Chấn Hoa một cách bất ngờ. Ngồi cùng bàn với Dư Hoài và ảnh hưởng của cậu đã làm Cảnh Cảnh phần nào chăm chỉ, học hành hẳn hoi. |
| Vương Lịch Hâm   | Lộ Tinh Hà Học sinh ngông nghênh, bướng bỉnh. Biết chơi ghi-ta, biết vẽ, biết tiếng Nhật. Không ủng hộ lấy việc học làm trên hết mà luôn cổ động mọi người lấy sở thích của mình làm trung tâm, là một người phóng khoáng và theo đuổi nghệ thuật.                                               |
| Đổng Tình        | Tưởng Niên Niên (Beta) Một nữ sinh thẳng thắn, tràn đầy khí phách. Tuy thành tích không tốt, gây ra vài chuyện buồn, thế nhưng rất có tinh thần trượng nghĩa với người khác. Bình tĩnh, sắc bén, "tiểu thông minh", rất dũng cảm trong chuyện tình cảm.                                          |
| Trần Mộng Hy     | Giản Đơn Điềm tĩnh, tốt bụng. Một nữ sinh tuy không có thành tích xuất sắc nhưng vẫn luôn kiên trì nỗ lực, khát khao về tương lai tốt đẹp, đơn thuần, ngây thơ. Thầm mến cậu bạn cùng bàn Hàn Tự.                                                                                                |
| Lý Gia Thành     | Hàn Tự Trầm mặc, ít nói, thành tích học tập rất tốt. Tuy lễ độ, khiêm tốn nhưng trong lòng cũng có chút kiêu ngạo. |
| Lưu Khải Hằng    | Từ Diên Lượng Lớp trưởng lớp 5. Gương mẫu nhưng không hề cứng nhắc. Vô cùng tốt bụng với bạn bè. Luôn tổ chức các hoạt động của lớp và có mặt trong mọi hoàn cảnh. |
| Phương Văn Cường | Trương Bình Thầy giáo chủ nhiệm trẻ của lớp 5 và là thầy Vật Lý. Vô cùng nhiệt tình và dễ gần với học sinh, trong lòng tràn ngập chủ nghĩa lý tưởng. Tuy mất tự tin trước rất nhiều vị phụ huynh nhưng luôn sẵn sàng, cố gắng bảo vệ học trò của mình.                                           |
| Lương Hạo        | Chu Mạt Học sinh lớp số 2. Bạn từ hồi cấp hai của Dư Hoài. Học giỏi và là "chuyên gia tình yêu". |
| Cao Văn Phong    | Trương Phong Giáo viên chủ nhiệm vô cùng nghiêm túc của lớp số 2 và là thầy giáo dạy Toán. Bình thường vô cùng nghiêm khắc với học sinh và mọi người, thế nhưng lúc bạn học ngày xưa Trương Bình gặp khó khăn luôn sẵn sàng trợ giúp, quan tâm.                                                  |

## Sản xuất
- Phim bắt đầu quay từ tháng 9 năm 2015 ở Thanh Đảo và quay xong vào tháng 11 cùng năm ở Bắc Kinh, Trung Quốc.[4][8]
- Quá trình quảng bá phim khởi động từ tháng 2 năm 2016, diễn ra tại nhiều trường trung học ở Trung Quốc.[9] Thậm chí, đoàn phim đã tham gia vào một số hoạt động tiếp sức mùa thi và đến tận các trường, cổ vũ tinh thần các sĩ tử trong 100 ngày nước rút tới kì thi tốt nghiệp Cao trung và xét tuyển vào Đại học ở nước này.[10]
- Giữa nguyên tác và phim có nhiều điểm khác biệt do được sáng tác muộn nhất trong 3 phần của Chấn Hoa cao trung tam bộ khúc.[2]
- Diễn viên đóng vai Cảnh Cảnh được tuyển chọn từ 90 diễn viên. Vai Dư Hoài còn được tuyển chọn từ 95 diễn viên.[2]
- Một số trang báo mạng của Trung Quốc nhận định bộ phim "vừa có các tình tiết khôi hài, vừa có những tình tiết gây xúc động nơi đáy lòng người xem, gợi về hồi ức đẹp đẽ của tuổi thanh xuân".[11] Phim còn được chấm tới 9.0/10 điểm trên trang iQIYI Trung Quốc bởi người dùng.[12]

## Nhạc phim
- Bạn thân mến 《亲爱的, 同学》- Mạt Mạt Thiên Không[13]
- Canh cánh trong lòng 《 耿耿于怀 》- Vương Tiếu Văn
- Điều tuyệt nhất của chúng ta 《 最好的我们 》- Dương Cảnh Hàn